# Cymiphis validus
Cymiphis validus är en spindeldjursart som först beskrevs av Lee 1966.  Cymiphis validus ingår i släktet Cymiphis och familjen Ologamasidae. Inga underarter finns listade i Catalogue of Life.